# Vincent Haudiquet
Vincent Haudiquet est un statisticien et écrivain français, né le 1er décembre 1955.
Il participe à Fluide glacial avec sa rubrique « Mon boomerang s'appelle reviens ! » qui consiste en une série d'aphorismes humoristiques, publiées également dans une anthologie parue en 2007.
De septembre 2010 à septembre 2012, il collabore à l'émission Groland.con sur Canal+ en tant qu'auteur de sketchs.

## Publications
- Mon boomerang s'appelle reviens !, Chiflet Et Cie, 2007.
- Guide de conversation franco-anglaise, en collaboration avec Rob Watson, Chiflet Et Cie, 2009.
- La France vue du sol, en collaboration avec Pascal Fioretto et Bruno Léandri, Chiflet Et Cie, 2009  (ISBN 978-2-3516-4069-2 et 2-3516-4069-1).
- Vie et morts de Quentin Vachdet, ill. de couv. de Lefred-Thouron, Éditions Léo Scheer, 2010  (ISBN 978-2-7561-0243-6)

Album de jeunesse :
- Le roi Raoul n'a plus de tartines, illustrations de Pef, Tartamudo, collection Barcos, 2003.